# 第一代从男爵唐纳德·斯图尔特爵士
陆军元帅第一代从男爵唐纳德·马丁·斯图尔特爵士 GCB GCSI CIE（1824年3月1日—1900年3月26日）是英属印度陆军的高级军官。斯图尔特曾率领西北边境远征军协助镇压印度民族起义，并在担任安达曼群岛流放地的负责人后参加了第二次英国-阿富汗战争奎达军团的指挥官。在任期间，斯图尔特通过博兰山口进入奎达，后于1879年1月继续行军到坎大哈。1880年3月，他从坎大哈艰难行军至喀布尔，途中参加了艾哈迈德凯尔战役和阿尔苏战役，随后掌握了阿富汗北部的最高军民指挥权。斯图尔特于1881年4月成为印度驻军总司令，并于1893年成为印度事务委员会成员。

## 早年生活
唐纳德·斯图尔特是罗伯特·斯图尔特（Robert Stewart）和弗洛拉·斯图尔特（Flora Stewart，婚前姓Martin）的儿子。斯图尔特出生于苏格兰莫雷附近的普莱森特山。早年，他曾在芬德霍恩、达夫敦和埃尔金的学校以及阿伯丁大学接受教育。

## 职业生涯

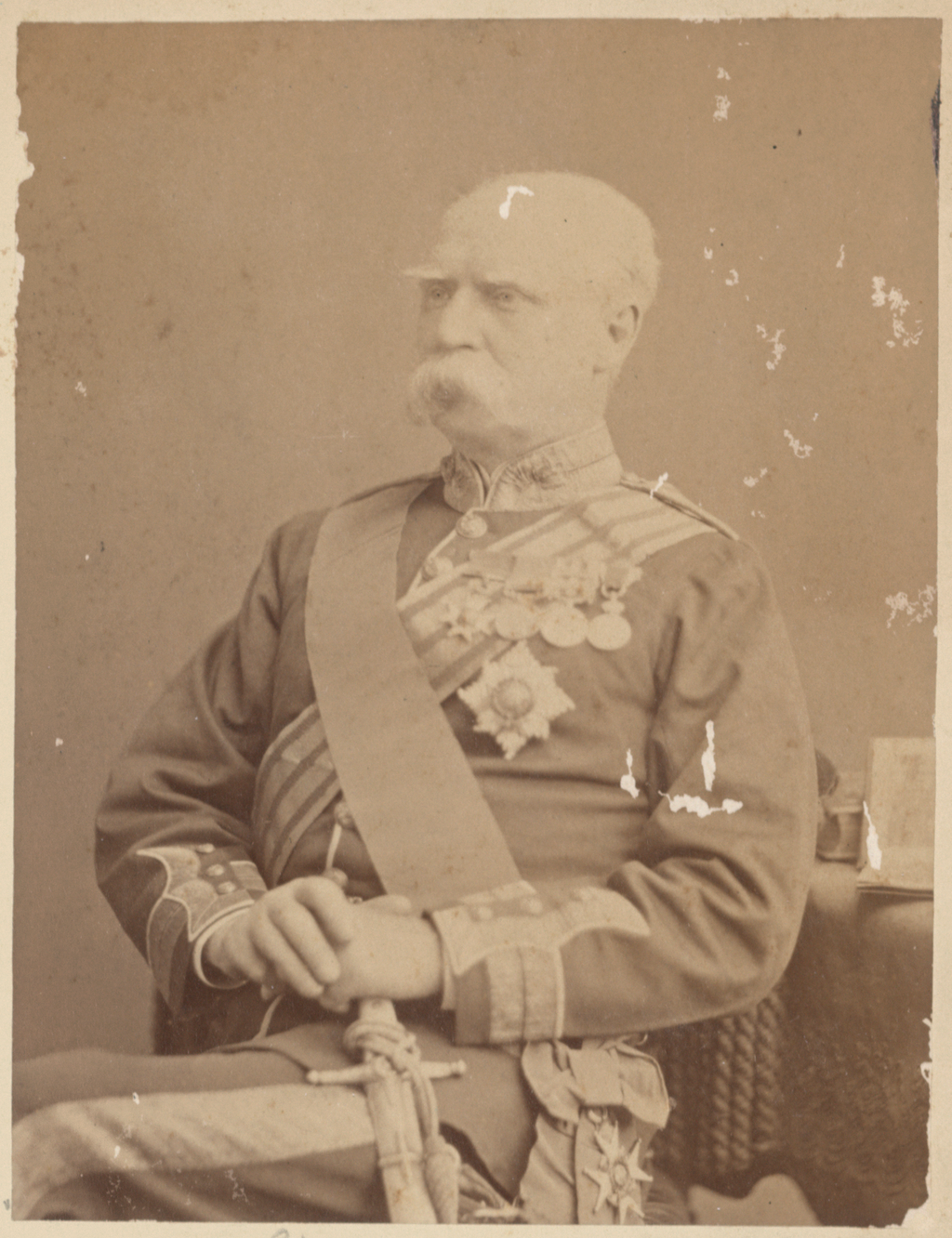
第二次英国-阿富汗战争期间，时任中将的唐纳德·斯图尔特指挥坎大哈野战部队（也称奎达军团）负责占领坎大哈。在战争中，斯图尔特率军穿越崎岖地形，与阿富汗军队进行了几次激烈的战斗

斯图尔特于1840年10月12日获得军官任命进入第9孟加拉土著步兵团担任少尉，并于1844年1月3日晋升中尉，后于1854年6月1日晋升上尉。那年晚些时候，斯图尔特参加了前往西北边境的探险队。
在印度民族起义期间，斯图尔特完成了从阿格拉到德里的行军任务，之后他在1857年夏季的德里围城战中担任副将，并在同年秋季的勒克瑙围城战中担任助理副官。斯图尔特于1858年1月19日晋升少校，后于同年7月20日晋升中校。他于1862年成为孟加拉军队的副司令，并于1863年7月20日晋升上校。1867年，斯图尔特在阿比西尼亚远征中指挥孟加拉旅。1868年12月24日，他晋升少将。同期，斯图尔特成为安达曼群岛流放地的负责人，并在1872年目睹一名囚犯刺杀了印度总督梅奥勋爵。在随后的调查中被证明无罪后，他于1876年被任命为拉合尔部队司令。
斯图尔特于1877年10月1日晋升中将。第二次英国-阿富汗战争期间，斯图尔特指挥纵队通过博兰山口前进至奎达，后于1879年1月继续前进至坎大哈。1880年3月，他从坎大哈艰难行军至喀布尔，途中参加了艾哈迈德凯尔战役和阿尔苏战役，随后掌握了阿富汗北部的最高军民指挥权。在得知迈万德灾难后，他派遣弗雷德里克·罗伯茨爵士率领一个师从喀布尔向坎大哈进军，而他则亲自率领其余军队通过开伯尔山口返回印度。为此，斯图尔特得到了议会的感谢，并封为从男爵。

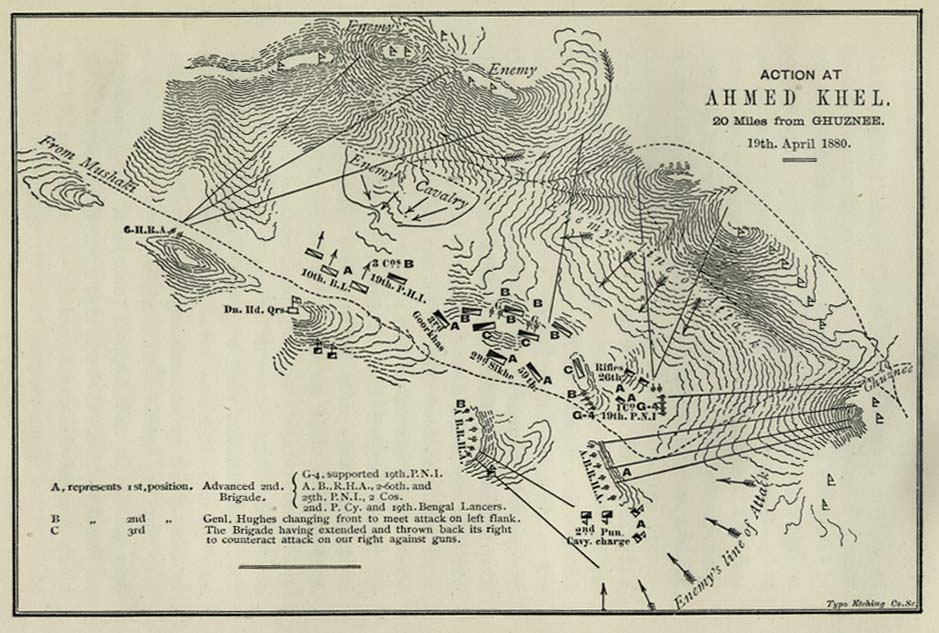
第二次英国-阿富汗战争期间，斯图尔特率领英军参加艾哈迈德凯尔战役

斯图尔特于1880年10月成为印度总督委员会的军事成员（事实上担任战争部长），并于1881年7月1日晋升上将。1881年4月，斯图尔特成为印度英军总司令，为了节省开支，他提议将孟加拉陆军、马德拉斯陆军和孟买陆军合并为一支军队，但遭到印度事务部的拒绝。在印度任职期间，他让驻印英军的人数显着增加。1893年，斯图尔特返回伦敦，成为印度事务大臣委员会成员，并在此职位上建议并组建了一支单一的印度军队。他于1894年5月26日晋升陆军元帅。并于1895年成为印度民事和军事开支皇家委员会成员以及切尔西皇家医院的院长。1900年3月26日，斯图尔特在法属阿尔及利亚的阿尔及尔去世，葬于伦敦的布朗普顿公墓。

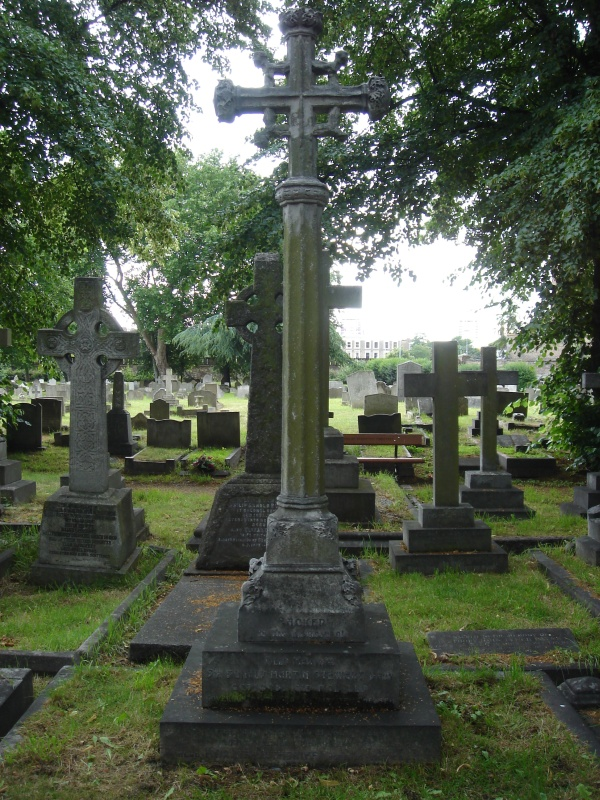
位于伦敦布朗普顿公墓的唐纳德·斯图尔特纪念碑

## 家庭
1847年，斯图尔特与达维娜·马林（Davine Marine）结婚；夫妻有两个儿子和三个女儿。1900年3月6日，斯图尔特夫人在温莎城堡被维多利亚女王授予印度皇冠勋章。

## 荣誉
斯图尔特获得的荣誉包括：
- 巴斯骑士大十字勋章[19]
- 印度之星骑士大指挥官勋章[20]
- 印度帝国勋章[21]

### 纪念
在圣保罗大教堂有一座唐纳德·斯图亚特的纪念碑。

## 引注
1. 1 2 3 4  Chisholm 1911，第913頁.
2. ↑  Elsmie, pp. 1–17
3. 1 2 3 4 5 6  Heathcote, p. 270
4. ↑  . 倫敦憲報. 1858-01-19.
5. ↑  . 倫敦憲報. 1863-10-09.
6. ↑  . 倫敦憲報. 1869-03-23.
7. 1 2 3 4 5 6 7 8  Heathcote, p. 271
8. ↑  . 倫敦憲報. 1877-10-02.
9. ↑  . 倫敦憲報. 1881-06-14.
10. ↑  . 倫敦憲報. 1880-10-22.
11. ↑  . 倫敦憲報. 1881-11-04.
12. ↑  . 倫敦憲報. 1881-03-29.
13. ↑  . 倫敦憲報. 1894-05-26.
14. ↑  . 倫敦憲報. 1895-04-23.
15. ↑  . 倫敦憲報. 1895-05-31.
16. ↑  . 倫敦憲報. 1901-05-31.
17. ↑  Elsmie, pp. 443–4
18. ↑  . The Times (36083) (London). 1900-03-07. p. 6.
19. ↑  . 倫敦憲報. 1880-09-28.
20. ↑  . 倫敦憲報. 1885-12-08.
21. ↑  . Oxford Dictionary of National Biography.   [2013-10-26]. （原始内容存档于2016-03-04）.
22. ↑  "Memorials of St Paul's Cathedral" Sinclair, W. p. 461: London; Chapman & Hall, Ltd; 1909